# Karolina Goliat
Karolina Goliat (Sint-Niklaas, 25 oktober 1996) is een Belgische volleybalster. Ze speelt als opposite.

## Levensloop
Goliat startte in het seizoen 2010/11 als jeugdspeelster bij Asterix Kieldrecht waar ze twee jaar zou blijven. Nadien volgde een jaar aan de Topsportschool Vilvoorde.  
Haar professionele carrière startte ze bij VDK Gent in de seizoenen 2013/14 en 2014/15. Als speelster van deze club werd ze in 2014 verkozen tot 'Rookie van het Jaar'. Na een seizoen bij het Italiaanse Obiettivo Risarcimento Volley en een seizoen bij het Poolse Atom Trefl Sopot startte ze in 2017 bij het Franse Saint-Raphaël Var Volley-Ball. Met deze club won ze de Franse Beker. Eveneens in 2019 maakte ze de overstap naar een andere Franse ploeg, VC Marcq-en-Barœul.
In 2015 debuteerde Goliat in de Belgische nationale ploeg. Op de Europese Spelen 2015 in Bakoe eindigde ze met de nationale ploeg op de vijfde plaats.
Haar beide ouders waren eveneens sportief actief: Haar moeder Jadwiga Wojciechowska in het volleybal en haar vader Wiesław Goliat in het handbal.